# Canton de Toulon-Est
Le canton de Toulon-Est est un ancien canton français situé dans le département du Var.

## Histoire
Le canton de Toulon-Est est créé au XIXe siècle.
Il est supprimé en 1901, lors du redécoupage de la ville en quatre cantons.

## Représentation

### Conseillers généraux de 1833 à 1901
| Période | Période                   | Identité                            | Étiquette                      | Qualité                                                                |
| ------- | ------------------------- | ----------------------------------- | ------------------------------ | ---------------------------------------------------------------------- |
| 1833    | 1840                      | Jean Antoine François Guieu         |                                | Avocat - Maire de Toulon (1832-1836) Président du Conseil Général      |
| 1840    | 1848                      | Victor Clappier                     | Centre gauche puis Tiers parti | Avocat - Député (1839-1846)                                            |
| 1848    | 1862 (décès)              | Pierre Gabriel Aube                 |                                | Négociant Président de la Chambre de commerce de Toulon et du Var      |
| 1862    | 1867                      | Fulcrand Suchet                     | Montagne                       | Négociant et commissionnaire Maire de Toulon (1848-1849) Député (1849) |
| 1867    | 1870                      | Amédée Joseph Esprit Bérard         |                                | Commissaire général de la Marine en retraite                           |
| 1870    | 1871                      | Alphonse Henry Camille Joachim Abel |                                | Négociant en huiles à Toulon Président de la Chambre de commerce       |
| 1871    | 1886                      | Joseph Tardy                        | Républicain radical            | Imprimeur, propriétaire à Toulon                                       |
| 1886    | 1891 (démission d'office) | Alphonse Fouroux                    | Républicain                    | Enseigne de vaisseau Maire de Toulon (1888-1890)                       |
| 1891    | 1898                      | Jean-Baptiste Abel                  | Gauche radicale                | Avocat - Député (1893-1898 et 1910-1921) Président du Conseil Général  |
| 1898    | 1901                      | Victor Massebeuf                    | Socialiste                     | Rentier à Toulon Elu en 1901 dans le Canton de Toulon-3                |

### Conseillers d'arrondissement (de 1833 à 1901)
| Période                                  | Période      | Identité                                     | Étiquette    | Qualité |
| ---------------------------------------- | ------------ | -------------------------------------------- | ------------ | --- |
| 1833                                     | 1839         | Dominique-Jean-Augustin Cabissol (1783-1862) |              | Droguiste à Toulon, juge au Tribunal de commerce et membre de la Chambre de commerce                                 |
| 1839                                     | 1842 (décès) | Jean-Joseph Reynaud (1773-1842)              |              | Chirurgien en chef de la Marine en retraite à Toulon                                                                 |
| 1842                                     | 1845         | Camille Auban                                |              | Chirurgien de la marine, directeur du service de santé à Toulon Élu conseiller général du canton d'Ollioules en 1845 |
| 1845                                     | 1848         | Hubert Lauvergne (1797-1855)                 |              | Médecin en chef de la Marine, Directeur du service de santé à Toulon                                                 |
| 1848                                     | 1858         | Jean-Baptiste André Pellicot (1799-1880)     |              | Agronome, Président du Comice agricole de Toulon                                                                     |
| 1858                                     | 1863 (décès) | Vincent-Félix Brun (1790-1863)               |              | Commissaire général de la Marine en retraite à Toulon                                                                |
| 1864                                     | 1865         | Ponce Peyruc                                 | Centre droit | Ingénieur civil à Toulon, élu conseiller général du Canton de La Roquebrussanne en 1865                              |
| 1866                                     | 1868         | Antoine-Honoré-Victor Thouron                |              | Ancien notaire à Toulon, propriétaire au Pradet                                                                      |
| 1868                                     | 1870         | Charles-Victor Simon                         |              | Propriétaire à La Garde puis à Cuers                                                                                 |
| 1870                                     | 1871         | Eugène-Fortuné Blanc                         |              | Médecin, maire de La Garde                                                                                           |
| 1871                                     | 1874         | Henri Marius Ambroise Simian                 |              | Maître cordonnier, rentier à Toulon                                                                                  |
| 1874                                     | 1895         | Louis Requier                                | Républicain  | Propriétaire à La Garde Président du Conseil d'arrondissement                                                        |
| 1940                                     |              |                                              |              | Les conseils d'arrondissement ont été suspendus par la loi du 12 octobre 1940 et n'ont jamais été réactivés          |
| Les données manquantes sont à compléter. |              |                                              |              | |